# 항성질량 블랙홀

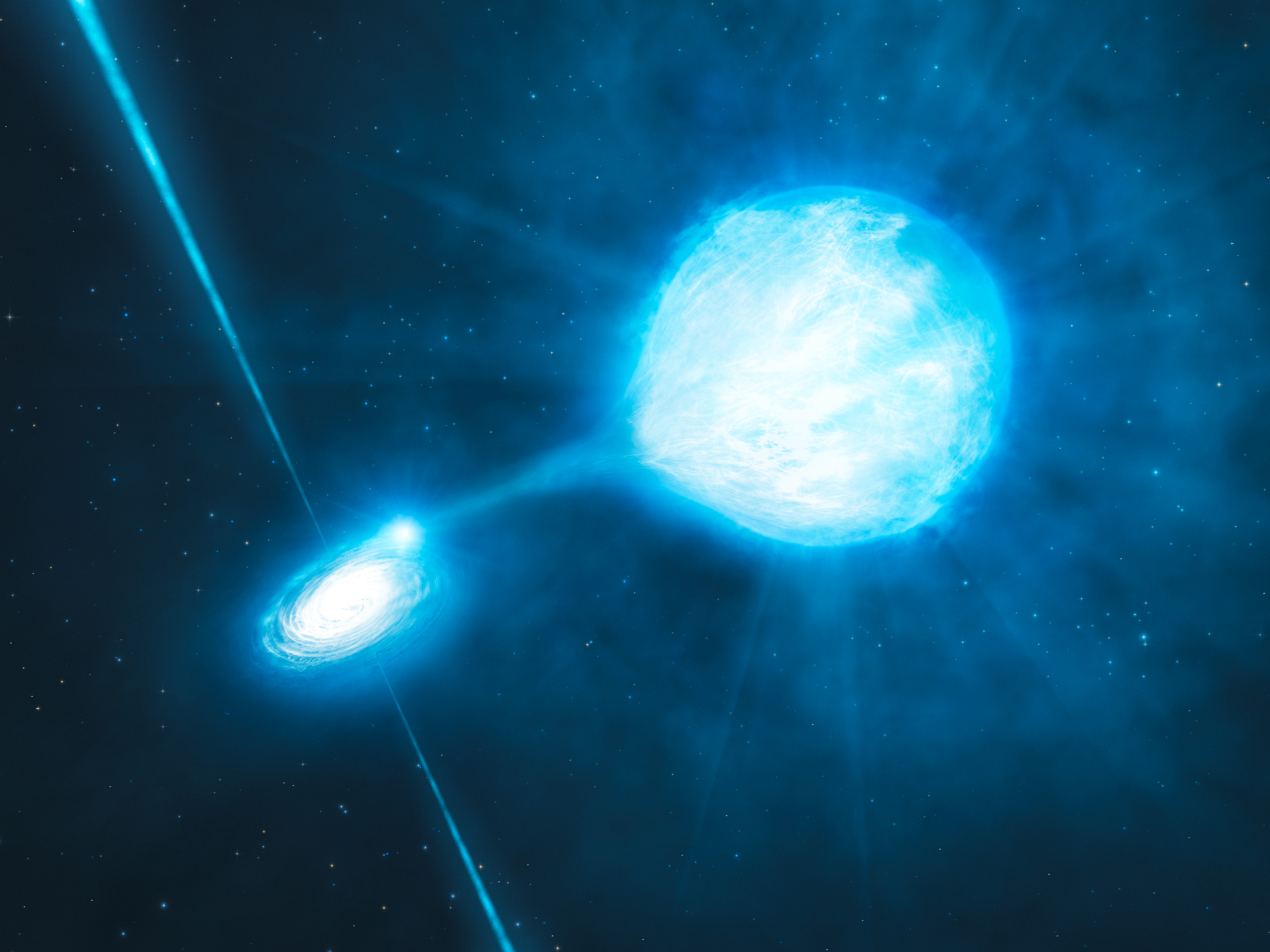
나선 은하 NGC 300의 항성질량 블랙홀(왼쪽)과 동반한 볼프–레이에별을 표현한 그림

항성질량 블랙홀(stellar-mass black hole)은 무거운 별의 마지막 일생에서 중력 붕괴로 인해 생성된 블랙홀이다. 이 과정은 초신성 또는 감마선 폭발 현상을 관측된다. 가장 큰 항성 블랙홀은 2007년에 발견된 것으로, 15.6±1.45M☉에 다다른다. 거기에 IC 10 X-1 X-ray 소스가 24M☉ 내지 33M☉의 질량을 갖는 항성 블랙홀이란 증거도 있다.
상대성 이론에 의하면 블랙홀은 어떤 질량으로도 존재할 수 있다. 질량이 적을수록 밀도가 높아야 블랙홀을 형성하게 된다. 태양질량보다 몇 배 더 낮은 블랙홀이 생성될 수 있는 과정은 알려진 것이 없다. 만약 이것이 존재한다면 이는 원시 블랙홀일 것이다.
항성의 붕괴는 블랙홀을 형성하기 위한 자연 현상이다. 이 현상은 항성의 모든 에너지를 소진한 후 항성의 일생 중 마지막에 일어난다. 항성이 붕괴되는 부분의 질량이 확실한 임계값의 조건에 있다면 마지막 생성물은 백색왜성 또는 중성자성과 같은 밀집성이 된다. 이러한 항성들은 최대 질량을 갖는다. 하지만 만약 붕괴하는 항성이 이 한계를 넘으면 붕괴는 영원히 계속되고 블랙홀을 형성하게 된다. 중성자성의 최대질량은 아직 알려지지 않았지만 약 3M☉정도로 예견된다. 최소질량을 갖는 매우 먼 거리에서 관측되는 항성 블랙홀은 3.8M☉ 정도로 추측된다. 항성 블랙홀들보다 훨씬 더 무거운 두 가지 다른 종류의 블랙홀에 대한 관측 증거들이 있다. 그것은 구상성단 중심에 있는 중간질량 블랙홀과 우리은하 그리고 외부은하 중심에 있는 초대질량 블랙홀이다.
블랙홀은 질량, 전하, 각운동량의 3가지 특성을 갖는다. 블랙홀은 이론 상으로는 모두 회전을 갖고 있지만 명확한 관측은 없다. 블랙홀의 회전은 항상 이것이 만들어질 때 항성의 각운동량 보존 때문에 생긴다.

## 밀집 쌍성계의 엑스선에서 관측된 항성 블랙홀의 질량
쌍성계에서의 항성 블랙홀들은 동반성의 물질이 블랙홀로 이동할 때 관측 가능하다. 밀집성이 되면서 방출되는 에너지는 물질의 온도를 수 억 도까지 올리고 엑스선을 방출시킬만큼 매우 크다. 그러므로 블랙홀은 엑스선으로 관측할 수 있다. 반면에 동반성은 광학 망원경으로 관측 가능하다. 블랙홀과 중성자성에서 방출된 에너지는 등급이 같다. 그래서 블랙홀과 중성자성은 종종 구분하기가 어렵다. 그러나 중성자성은 추가적인 성질을 가지고 있다. 그것은 다른 회전이 자기장을 가질 수 있고 국소적인 폭발을 나타낸다. 이와 같은 성질들이 관측되면 그 쌍성계에서의 밀집성은 중성자인 것으로 나타낸다. 밀집된 엑스선 소스의 관측으로부터 질량을 유도한다. 모든 확인된 중성자성은 3M☉에서 5M☉ 사이의 질량을 갖고 있다. 5M☉ 이상의 질량을 갖는 밀집 체계가 없는 것은 중성자성의 성질이다. 이러한 요소들의 결합은 더욱 더 5M☉ 이상 되는 질량을 갖는 밀집성이 사실은 블랙홀이라는 것을 알려준다. 이런 항성 블랙홀들의 존재에 대한 증거가 모두 관측적인 것이 아니고 이론에 의존한다는 것을 알아야 한다.
우리는 쌍성계에서 블랙홀을 제외하고 이 정도로 무거운 밀집 체계를 갖는 물체는 없다는 것을 생각할 수 있다. 블랙홀의 안쪽으로 빨려드는 입자의 궤도를 실제로 관측한다면 블랙홀의 존재에 대한 직접적인 증거가 될지도 모른다.

## 항성 블랙홀 후보
우리 은하에는 우리 은하 중심에 있는 초대질량 블랙홀 보다는 우리에게 더 친숙한 수 개의 블랙홀 후보를 갖고 있다. 이들 후보들은 모두 밀집된 물체가 동반성의 강착원반을 통해 물질을 빨아들이는 엑스선 쌍성계이다. 이들 한 쌍에서 있음직한 블랙홀은 3M☉에서 12M☉ 이상까지 있을 수 있다.

## 같이 보기
- 블랙홀
  - 초대질량 블랙홀
  - 원시 블랙홀

항성 블랙홀 후보들
- 백조자리 X-1
- LMC X-3
- A 0620-00
- SS 433